# Лысогорка (Воронежская область)
Лысогорка — хутор в Кантемировском районе Воронежской области России.
Входит в состав Митрофановского сельского поселения.